# Рабочий Посёлок (Псковская область)
Рабочий Посёлок — деревня в Бежаницком районе Псковской области. Входит в состав сельского поселения муниципальное образование «Лющикская волость».
Расположена на левом берегу реки Ашевка, в 21 км к северо-западу от райцентра Бежаницы и в 1 км к югу от деревни Гора (на противоположном от неё берегу Ашевки).
Численность населения по оценке на 2000 год составляла 19 жителей.